# Markku Reijonen
Markku Reijonen, né le 30 août 1952, est un sauteur à ski finlandais.

## Biographie
Son meilleur résultat est de loin sa quatrième place aux Championnats du monde de vol à ski en 1981, où il se classe quatrième.

## Palmarès

### Championnats du monde de vol à ski
| Épreuve / Édition | Oberstdorf 1981 |
| Individuel        | 4e              |

### Coupe du monde
- 63e du classement général en 1982.